# Violet Alva
Violet Alva (* 24. April 1908 in Ahmedabad; † 20. November 1969) war eine indische Juristin und Politikerin der Kongresspartei.

## Biografie
Violet Alva studierte nach dem Schulbesuch Rechtswissenschaft und engagierte sich nach dem Abschluss des Studiums als Rechtsanwältin für die Rechte politischer Gefangener. Wegen ihrer Teilnahme an der von Mohandas Karamchand Gandhi organisierten gewaltfreien Aktion gegen die britische Kolonialverwaltung wurde sie schließlich selbst verhaftet und befand sich bis 1944 im Gefängnis. Kurz nach ihrer Freilassung nahm sie ihre Tätigkeit als Rechtsanwältin wieder auf und war 1944 die erste Frau, die als Strafverteidigerin vor dem Höchsten Gericht der Kolonialverwaltung plädierte.
Nach der Souveränität Indiens vom Vereinigten Königreich am 15. August 1947 begann sie schließlich ihre politische Laufbahn und war zunächst von 1947 bis 1952 Mitglied des Stadtrates von Bombay, ehe sie 1952 zum Mitglied des Oberhauses (Rajya Sabha) gewählt wurde und gehörte diesem bis zum 20. Juli 1969 an. Während dieser Zeit war sie erstmals von 1953 bis 1954 Vizepräsidentin des Oberhauses.
Zwischen 1957 und 1962 war sie Staatsministerin beim Innenminister und damit Vertreterin der zu dieser Zeit amtierenden Minister Govind Ballabh Pant und Lal Bahadur Shastri.
Danach wurde sie am 19. April 1962 wiederum Vizepräsident des Oberhauses und bekleidete dieses Amt bis zum 3. Mai 1969. Als nach dem Tode von Zakir Hussain der bisherige Vizepräsident Indiens und gleichzeitige Präsident des Oberhauses V. V. Giri am 3. Mai 1969 amtierender Staatspräsident Indiens wurde, übernahm sie kommissarisch das Amt der Präsidentin der Rajya Sabha. Von diesem Amt trat sie jedoch bereits am 20. Juli 1969 zurück, nachdem Premierministerin Indira Gandhi nicht sie, sondern Gopal Swarup Pathak für das Amt des Vizepräsidenten und damit zugleich des Präsidenten des Oberhauses vorschlug. Im Anschluss war sie bis zu ihrem Tod wiederum Vizepräsidentin des Oberhauses.
Die Protestantin Violet Alva war mit dem katholischen Abgeordneten Joachim Alva verheiratet. Die Politikerin Margaret Alva ist ihre Schwiegertochter.